# Svenska mästerskapen i landsvägscykling 2015
Svenska mästerskapen i landsvägscykling 2015 arrangerades på Sollerön.

## Medaljörer

### Damer
| Gren                 | Guld                         | Silver                                    | Brons                      |
| Linjelopp            | Emma Johansson Härnösands CK | Saara Mustonen Team Crescent D.A.R.E Staf | Hanna Nilsson Åhus CK      |
| Tempolopp            | Emma Johansson Härnösands CK | Saara Mustonen Team Crescent D.A.R.E Staf | Hanna Nilsson Åhus CK      |
| Linjelopp – juniorer | Ida Jansson Falu CK          | Frida Knutsson Falu CK                    | Selma Svarf CK Natén Säter |
| Tempolopp – juniorer | Frida Knutsson Falu CK       | Ida Jansson Falu CK                       | Emelie Persson CK Falken   |

### Herrar
| Gren                 | Guld                                | Silver                        | Brons                                    |
| Linjelopp            | Alexander Gingsjö Skara CK          | Richard Larsén Åhus CK        | Tobias Ludvigsson Jönköpings CK          |
| Tempolopp            | Gustav Larsson Skoghalls CK-Hammarö | Alexander Wetterhall Skara CK | Joakim Aleheim Team Cykelogen Cykelklubb |
| Linjelopp – juniorer | Gabriel Hallgren Motala AIF CK      | David Jacobsson FK Trampen    | Oskar Recina FK Trampen                  |
| Tempolopp – juniorer | Gustav Andersson Motala AIF CK      | Felix Nisell Motala AIF CK    | Erik Sandersson FK Trampen               |

### Webbkällor
- www.solleroif.se/solleroloppet/resultat, Läst 6 juli 2016